# Дараган Софія Юхимівна

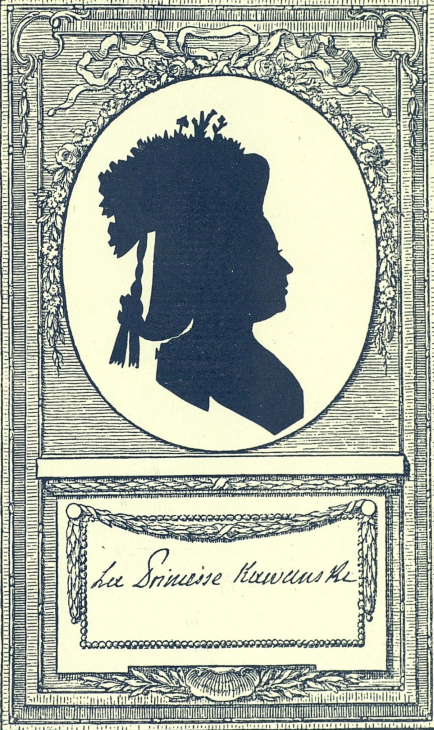
Портрет-силует 1780-тих років

Софія Юхимівна Дараган, в заміжжі Хованська (рос. Софья Ефимовна Дараган; пом. 2 серпня 1819) — донька київського полковника Юхима Федоровича Дарагана та Віри Григорівни Розумовської, племінниця єлизаветинського фаворита. 

## Життєпис
Софія, хоча і народилась в Україні, малою була взята дядьком до імператорського двору в Санкт-Петербурзі (грудень 1749), де виховувалась під наглядом Катерини Петрівни Шмідт. Згідно з указом государині від 30 травня 1752 їй, власне як і тіточній сестрі Софії Закревській, був пожалуваний щорічний оклад в розмірі 200 рублів. 3 лютого 1758 вона вступила на дійсну фрейлінську службу. Прикметно, що незвичне українське прізвище Дараган царедворці переінакшили на великоруський копил: Дараганова. Своєю чергою, вже його французький дипломат Жан-Анрі Кастера згодом перелицював на Тараканова, прозвавши так княгиню-самозванку, котра видавала себе за дочку Єлизавети II від О. Розумовського.    
25 квітня 1764 року Софія одружилася з камергером, кн. Петром Васильовичем Хованським. Посадженими батьками з боку нареченої виступили гетьман Кирило Розумовський (її дядько) та графиня Анна Матюшкіна, а з боку нареченого — граф Захар Чернишов та статс-дама Катерина Дашкова. Весілля вийшло подвійним: того ж дня побрались Андрій Осипович Закревський (племінник Розумовського по сестрі Ганні) й фрейліна, кн. Марія Іванівна Одоєвська.  
Софія Юхимівна прожила у шлюбі 4 роки, дітей не мала. Була вписана до родовідної книги чернігівського дворянства (1788). Після безпотомної смерті братів разом з сестрою Катериною Галаган успадкувала маєтності на Полтавщині та Чернігівщині. Якийсь час мешкала в Москві, де володіла будинком і земельною ділянкою в кінці Воронцовського поля (пізніше її придбав Г. Потьомкін). Софія нерідко захищала рідних від гніву сестри, а коли по допомогу звернулась племінниця Віра Чорба, збезчещена наклепами чоловіка в перелюбстві, прихистила її в себе.
В Семиполках Софія Дараган започаткувала поміщицькі економії, де вирощувала найкращі породи свійських тварин. Для зведення Полтавського інституту шляхетних дівчат пожертвувала ділянку в київському районі Печерськ.
У фондах Чернігівського художнього музею зберігся напівпарадний портрет Софії Дараган, «чарівної блондинки … в граціозному старовинному вбранні», як її описував на сторінках юнацького щоденника правнучатий племінник Григорій Галаган, що 1839 року навідався до родинної садиби Покорщина. Картина тоді справила на нього «надзвичайне враження». До наукового ж обігу її ввела мистецтвознавиця Валентина Рубан, на гадку котрої авторство належить Кирилу Головачевському.  
Деякі краєзнавці вважають Софію Юхимівну праобразом головної героїні шевченківської повісті «Княгиня». Похована біля Свято-Георгіївського монастиря (с. Данівка).  